# Oliver Karbus

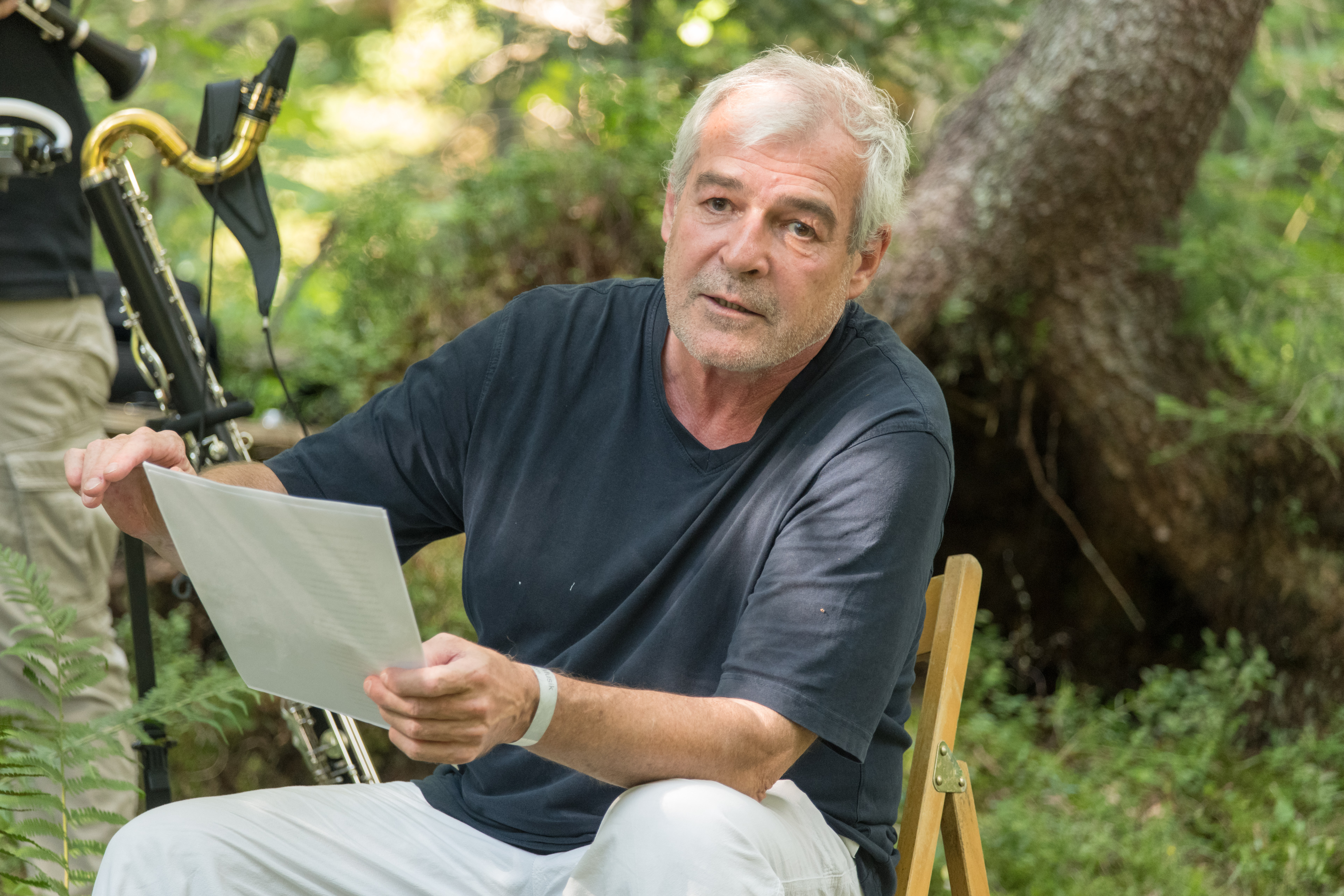
Oliver Karbus (2018)

Oliver Karbus (auch Heinz Oliver Karbus, * 30. März 1956 in Bad Ischl) ist ein österreichischer Regisseur, Schauspieler, Autor und Übersetzer.

## Leben
Karbus wurde als Sohn der Schauspielerin Gertrude Karbus, geborene Kügler, und des Architekten Heinz Karbus in Bad Ischl geboren. Er wuchs im Salzkammergut auf und legte 1975 seine Matura am Bad Ischler Realgymnasium ab. Nach seinem Präsenzdienst beim Österreichischen Bundesheer wurde er 1977 an der Wiener Schauspielschule Krauss aufgenommen und schloss diese, auch nach einem Privatstudium bei Vera Balser-Eberle, 1979 ab. 1979 lernte er in Wien die Schauspielerin Irmgard Sohm kennen. Es entwickelte sich eine langjährige Beziehung. 1984 wurde ein gemeinsamer Sohn geboren. 1998 heiratete er die Wiener Psychologin Christine Pinterich. 2000 kam eine gemeinsame Tochter zur Welt. Die Ehe wurde 2002 geschieden. Seit 2005 lebt Karbus mit der Journalistin Maria Bullok in Landshut. Die beiden sind verheiratet und seit 2009 Eltern einer gemeinsamen Tochter.

## Schauspielerische Tätigkeiten
Nach dem Abschluss der Schauspielausbildung erfolgte ein Engagement an das Städtebundtheater Biel/Solothurn in der Schweiz. 1980 ging er auf Europatournee mit dem Theaterensemble paket. In der Fernsehserie Die 5. Jahreszeit von Felix Mitterer spielte Oliver Karbus eine Hauptrolle. 1982 erfolgte ein Engagement an das Tiroler Landestheater in Innsbruck, 1983 wechselte er an das Landestheater Linz. Von dort wurde er 1985 von Schauspieldirektor Hansjörg Utzerath an die Städtischen Bühnen Nürnberg engagiert, wo er unter anderem die Rollen Fetzer in Nigel Williams Klassenfeind, Stoppel in Utzeraths Bearbeitung von Hitlerjunge Quex, Voland in Utzeraths Dramatisierung von Bulgakows Der Meister und Margarita, Alceste in Molières Der Menschenfeind und Leontes in William Shakespeares Wintermärchen spielte. Oliver Karbus spielte und spielt in zahlreichen Fernsehfilmen mit, unter anderem die Hauptrolle an der Seite von Hannelore Elsner in dem ZDF-„Herzkino“-Film Ein Sommer im Burgenland (2014).

## Regiearbeiten
Ab 1987 wechselte Oliver Karbus nach und nach in das Regiefach. Er übernahm die künstlerische Leitung am Volkstheater Fürth. 1991 inszenierte er am Nürnberger Opernhaus die Operette Die Fledermaus von Johann Strauß. 1997 inszenierte Oliver Karbus die Wallensteinfestspiele in Altdorf mit 300 Mitwirkenden. Ab Herbst 1997 wurde er Oberspielleiter am Landestheater Coburg. Seit dem Intendantenwechsel 2001 arbeitet Karbus als freier Regisseur. Unter anderem am Staatstheater Nürnberg, Staatstheater Karlsruhe, an den Theatern Krefeld-Mönchengladbach, am Theater Heilbronn, am Landestheater Niederbayern, am Theater Augsburg, am Tiroler Landestheater Innsbruck, am Stadttheater Ingolstadt, Stadttheater Bruneck, Rittner Sommerspiele, bei den Schloßfestspielen Tirol, Theaterverein Trauterfing e.V., den Meraner Festspielen und am Theater Kempten. 2020 übernahm Oliver Karbus die interimistische Künstlerische Leitung der Tiroler Volksschauspiele in Telfs.

### Inszenierungen

#### Musiktheater
- 1994: Die Fledermaus, Opernhaus Nürnberg
- 1994: Heimatlos – Wirtshausoper in einem Rausch, Städtische Bühnen Nürnberg
- 1999: West Side Story, Landestheater Coburg
- 2005: Jesus Christ Superstar, Landestheater Niederbayern
- 2005:  Shockheaded Peter, Tiroler Landestheater

#### Schauspiel (Auswahl)
- 1997: Wie es euch gefällt (W. Shakespeare/Th. Brasch), Landestheater Coburg
- 2000: Woyzeck (Georg Büchner), Landestheater Coburg
- 2001: Die Rassen (Ferdinand Bruckner), Landestheater Coburg
- 2002: Szenen einer Ehe (Ingmar Bergman), Staatstheater Karlsruhe, Theater Heilbronn
- 2003: Hamlet (W. Shakespeare/A. Schlegel), Landestheater Niederbayern, Stadttheater Bruneck
- 2004: Was ihr wollt (W. Shakespeare/O. Karbus), Landestheater Niederbayern
- 2004: Wer hat Angst vor Virginia Woolf? (Edward Albee), TheaterInKempten
- 2005: Die Jungfrau von Orleans (Friedrich Schiller), Landestheater Niederbayern
- 2009: Betrogen (Harold Pinter), Landestheater Niederbayern
- 2010: Faust (J. W. Goethe), Landestheater Niederbayern
- 2013: Liebelei (Arthur Schnitzler), Landestheater Niederbayern
- 2015: Ein Sommernachtstraum (W. Shakespeare/O. Karbus), Landestheater Niederbayern
- 2016: Othello (W. Shakespeare/O. Karbus), Landestheater Niederbayern
- 2017: Die Verfolgten (Luis Zagler), Schloßfestspiele Tirol
- 2018: Ein Sommernachtstraum (W. Shakespeare/O. Karbus), Schloßfestspiele Tirol
- 2019: Antigone, (Sophokles/O. Karbus), Landestheater Niederbayern, Stadttheater Bruneck
- 2019: Die Präsidenten (Luis Zagler), Meraner Festspiele
- 2019: Wer hat Angst vor Virginia Woolf (Edward Albee), Landestheater Niederbayern
- 2020: Westend (Moritz Rinke), Landestheater Niederbayern
- 2021: Die unsichtbare Hand (A. Akhtar), Landestheater Niederbayern
- 2023:  Wie es euch gefällt (W. Shakespeare/O. Karbus), Landestheater Niederbayern

## Literarische Arbeiten
Parallel, oder verknüpft mit seinen anderen Tätigkeiten betätigt sich Oliver Karbus sowohl als Literat, Übersetzer und Literaturvermittler. 1972 war er einer der Mitbegründer der  Literaturzeitschrift „Pensum Literarum“ im Salzkammergut, in der er bis 1975 Gedichte und Kurzprosa veröffentlichte. Weitere Veröffentlichungen in österreichischen Literaturzeitschriften, wie Pensum litterarum, Die Rampe, Sterz oder projekt-IL, sowie viele Veröffentlichungen sowohl eigener Stücke als auch Shakespeare-Übersetzungen (Ein Sommernachtstraum, Othello, Romeo und Julia, Viel Lärm um Nichts, Was ihr wollt) und Sophokles-Übersetzungen (König Ödipus, Antigone) im österreichischen Theaterverlag Thomas Sessler folgten.

## Filmografie (Auswahl)
- 1981: Tarabas
- 1983: Die fünfte Jahreszeit – Frieden
- 1983: Karambolage
- 1984: Waldheimat – Der Warzenkrieg
- 1988: Himmelsheim
- 1990: Wahre Liebe (Fernsehfilm)
- 1990: Ein Schloß am Wörthersee – Adel verpflichtet zu nichts
- 2012: Vier Frauen und ein Todesfall – Liebesfalle
- 2013: Das Märchen von der Prinzessin, die unbedingt in einem Märchen vorkommen wollte
- 2013: Tatort: Zwischen den Fronten
- 2014: Clara Immerwahr
- 2014: SOKO Donau/SOKO Wien – Daddy Cool
- 2015: Ein Sommer im Burgenland (Fernsehfilm)
- 2017: Aurora Borealis – Nordlicht (Aurora Borealis: Északi Fény)
- 2017: SOKO Kitzbühel – Liebe bringt den Tod
- 2017: SOKO Donau/SOKO Wien – Die Fäden in der Hand
- 2019: Landkrimi – Das dunkle Paradies
- 2024: SOKO Donau/SOKO Wien – Eine Chimäre (Fernsehserie)